# نيكولاس فيرغسون (مخرج)
نيكولاس فيرغسون (بالإنجليزية: Nicholas Ferguson)‏ هو مخرج بريطاني، ولد في 2 يونيو 1938.

## وصلات خارجية
- نيكولاس فيرغسون على موقع IMDb (الإنجليزية)
- نيكولاس فيرغسون على موقع قاعدة بيانات الفيلم (الإنجليزية)
- نيكولاس فيرغسون على موقع كينوبويسك (الروسية)